# Marguerite Zorach
Marguerite Zorach (születési neve Marguerite Thomson), (Santa Rosa, 1887. szeptember 25. – New York, 1968. június 27.) posztimpresszionista és  fauvista amerikai festő, tervező grafikus, textilművész, hímző, fametsző, murális művész, William Zorach felesége.

## Pályafutása
Fresnóban nőtt fel. Az iskola mellett zenei és művészeti képzésben is részesült. 1908-ban felvették a Stanford Egyetemre. Rajztehetségére felfigyelt a Párizsban élő anyai nagynénje, aki szintén festett. Marguerite elhagyta az egyetemet és nagynénje segítségével Párizsba utazott, hogy akadémikus festészetet tanuljon.
Érkezése után rögtön ellátogathatott az őszi Salonra, ahol többek között Henri Matisse, André Derain, Maurice de Vlaminck, Othon Friesz, Albert Marquet, Anne Estelle Rice, és John Duncan Fergusson festményeit látta. A fauvisták merész vonalai, keveretlen színei nagy hatást gyakoroltak a fiatal lányra. Nagynénje barátnőjénél, Gertrude Steinnél kötött barátságot Ossip Zadkine-nel és beszélgetett Pablo Picassóval.
Nem sikerült a felvételi vizsgája az École nationale supérieure des Beaux-Arts-on, mert még soha nem rajzolt aktot. Ekkor tudatosult benne, hogy nem vonzza az akadémikus festészet. Rövid ideig tanult az Académie de la Grande Chaumière-en Jean Francis Auburtinnél. Mivel a klasszikus festészet nem érdekelte, átment az Académie de la Palette-re, ahol a posztimpresszionista Jacques-Émile Blanche tanítványa volt, és John Duncan Fergusson skót kolorista irányítása mellett kezdett kísérletezni a színekkel.

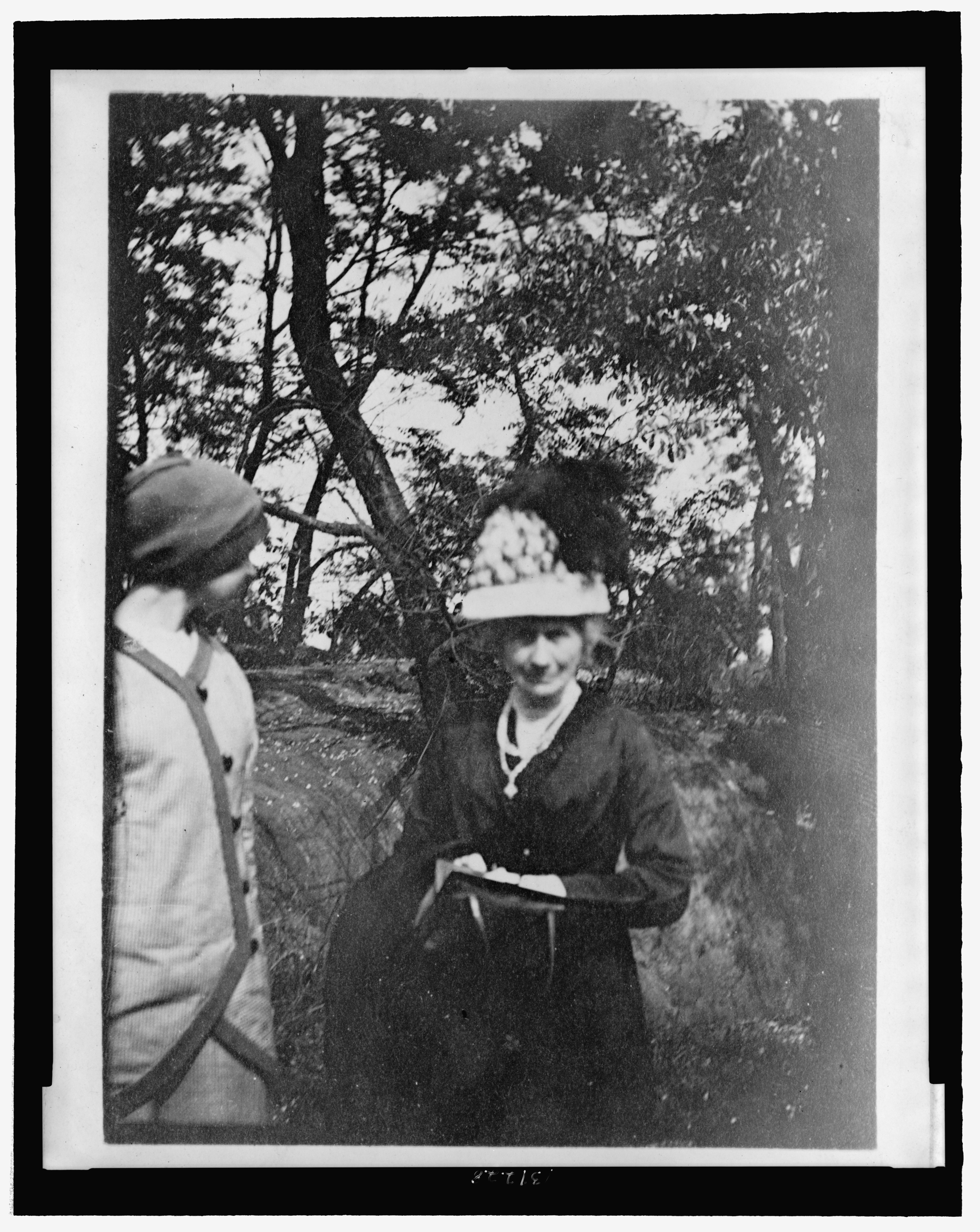
Marguerite és nagynénje (1910)

1909-ben és 1910-ben nagy utazásokat tett Svájcban, Olaszországban,  Délnyugat-Franciaországban, Spanyolországban, Németországban, Belgiumban, Angliában, és múzeumokat, kiállítótermeket látogatott. Velencéből indult festőtársaival Jeruzsálembe, majd Mumbaiba, Dzsaipurba, Mandalajba, Hongkongba és Jokohamába. Az utazások alatt készült festményei arról tanúskodnak, hogy új elemekkel gazdagította stílusát. Párizsba érkezése óta tiszta, keveretlen színeket vitt fel merész ecsetvonásokkal a vászonra, és a hangsúlyosan lapos kompozícióiban meg sem kísérelte visszaadni a mélység illúzióját a perspektíva segítségével. Érdekelték a modern színelméletek. Önmagát a posztimpresszionizmus követőjének nevezte. Akkoriban a művészek és műkritikusok posztimpresszionistának minősítették azokat a modern művészeti mozgalmakat, amelyek az impresszionizmus után jelentek meg. Marguerite európai tartózkodása alatt festett képeiről általában azt tartották, hogy a fauvizmus hatása alatt készültek.
Párizsról, művészi tanulmányairól és utazásairól több mint száz cikket küldött a Fresno Morning Republican újságba. A fresnói közösségben már ismerték őt, és érdeklődéssel várták képeit. 1912-ben több tucat vászonnal tért vissza, s amelyeket Fresnóban és Los Angelesben állított ki. Csalódottan vette tudomásul, hogy képeit sokkolónak tartották. Ekkor New Yorkba költözött, felvette a kapcsolatot William Zorach egykori festőtársával, akivel az Académie de la Paletten tanult. 1913-ban házasodtak össze. Marguerite látta Pablo Picasso és Georges Braque alkotásait az Armory Show nemzetközi kiállításon, és kubista elemeket kezdett beépíteni képeibe. A Zorach házaspár sikere egyre nőtt, és 1916-ban meghívást kaptak a The Forum Exhibition of Modern American Painters kiállításra. 1920-ban Margueritet a Logan Medal of Arts-szal tüntették ki. Részt vett 1920-ban a New Tendencies Exhibiton rendezvényen Philadelphiában. 
Azután abbahagyta a festést, és hímzéssel, textilmunkákkal, textiltervezéssel kezdett foglalkozni. A harmincas és negyvenes években falfestményeket készített és közben tanított a Columbia Egyetemen. 1945-ben újra festett. Többször volt egyéni kiállítása New York művészeti galériáiban. Marguerite Zorach gazdagította az amerikai művészetet, mert azokhoz a festőművészekhez tartozott, akik először csatlakoztak a posztimpresszionista és fauvista irányzathoz. Különösen elismerik korai munkáit, amelyeket szabad ecsetkezelés és az avantgárd eredetisége jellemeznek. 

## Galéria

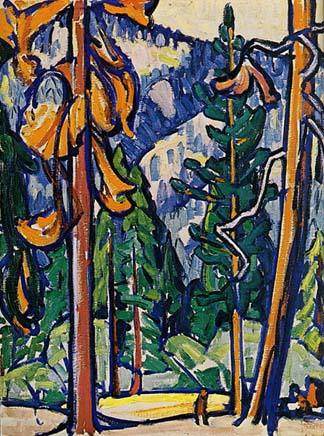
Tájkép
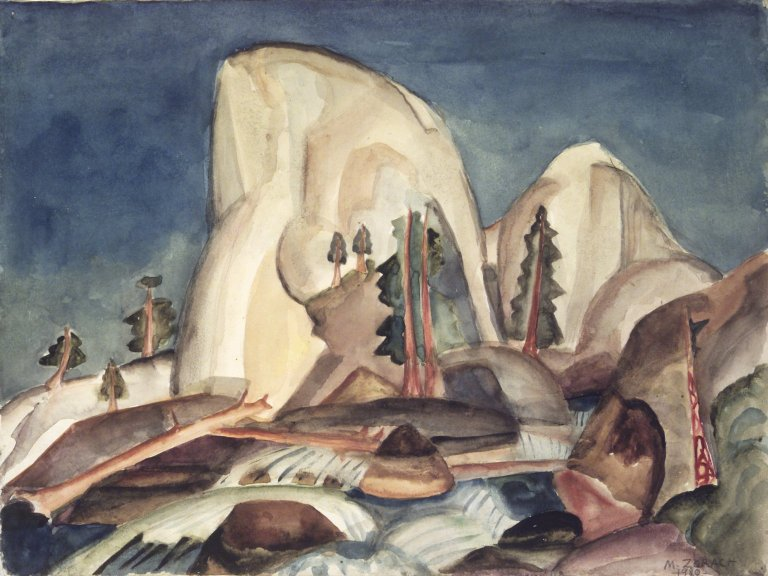
Félkupola a Yosemite Valley-ben
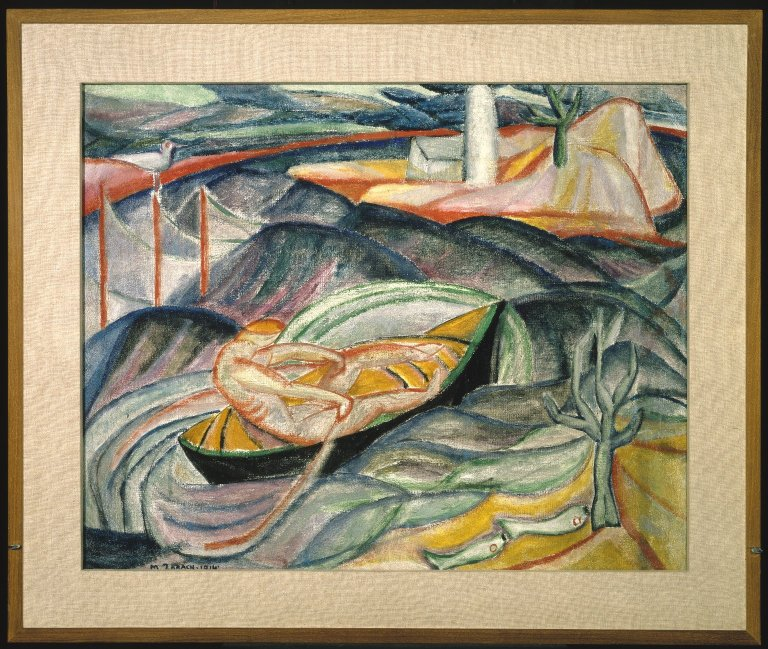
Csónak a hullámok hátán
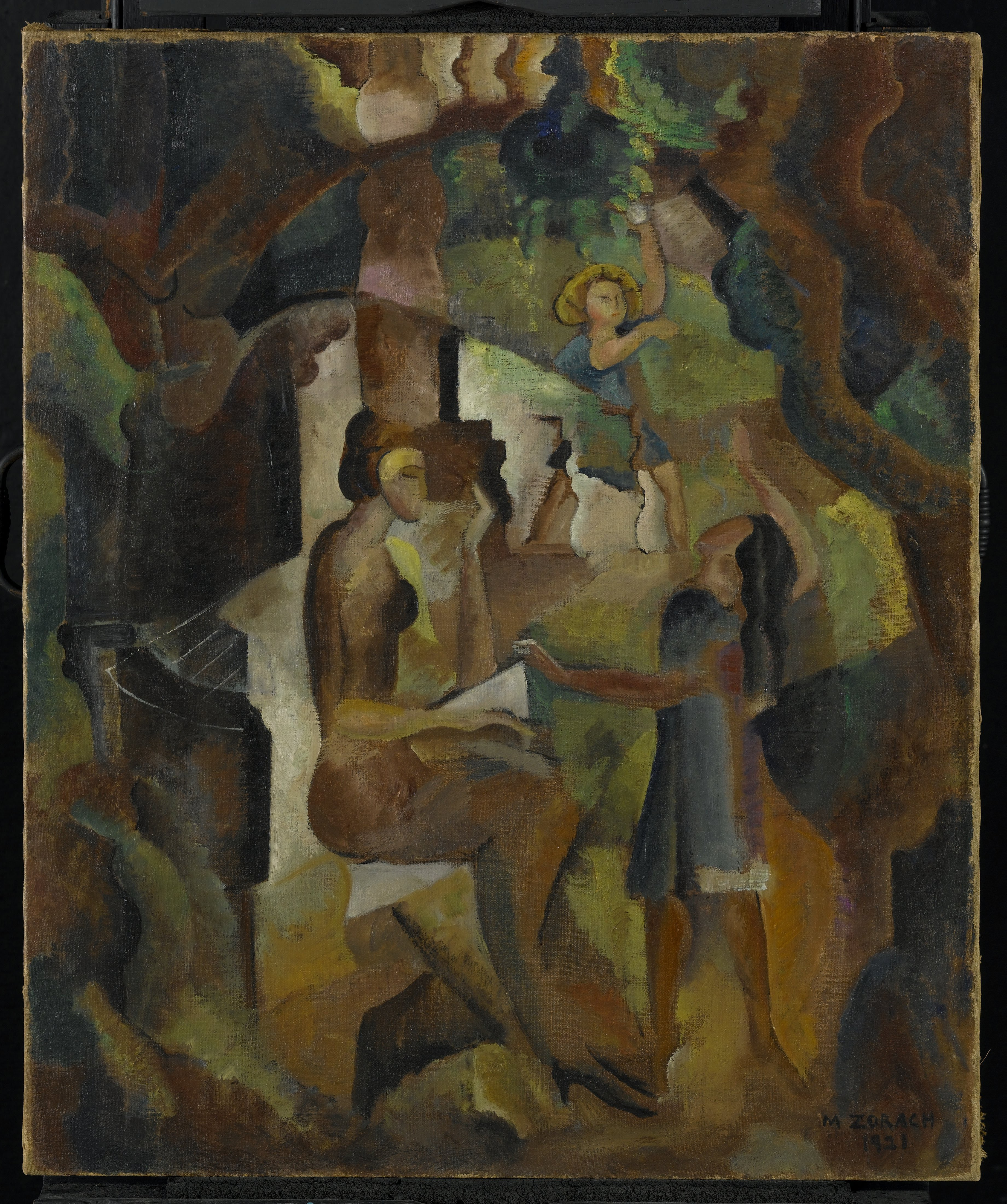
Kaliforniai gyermekkorom emlékei
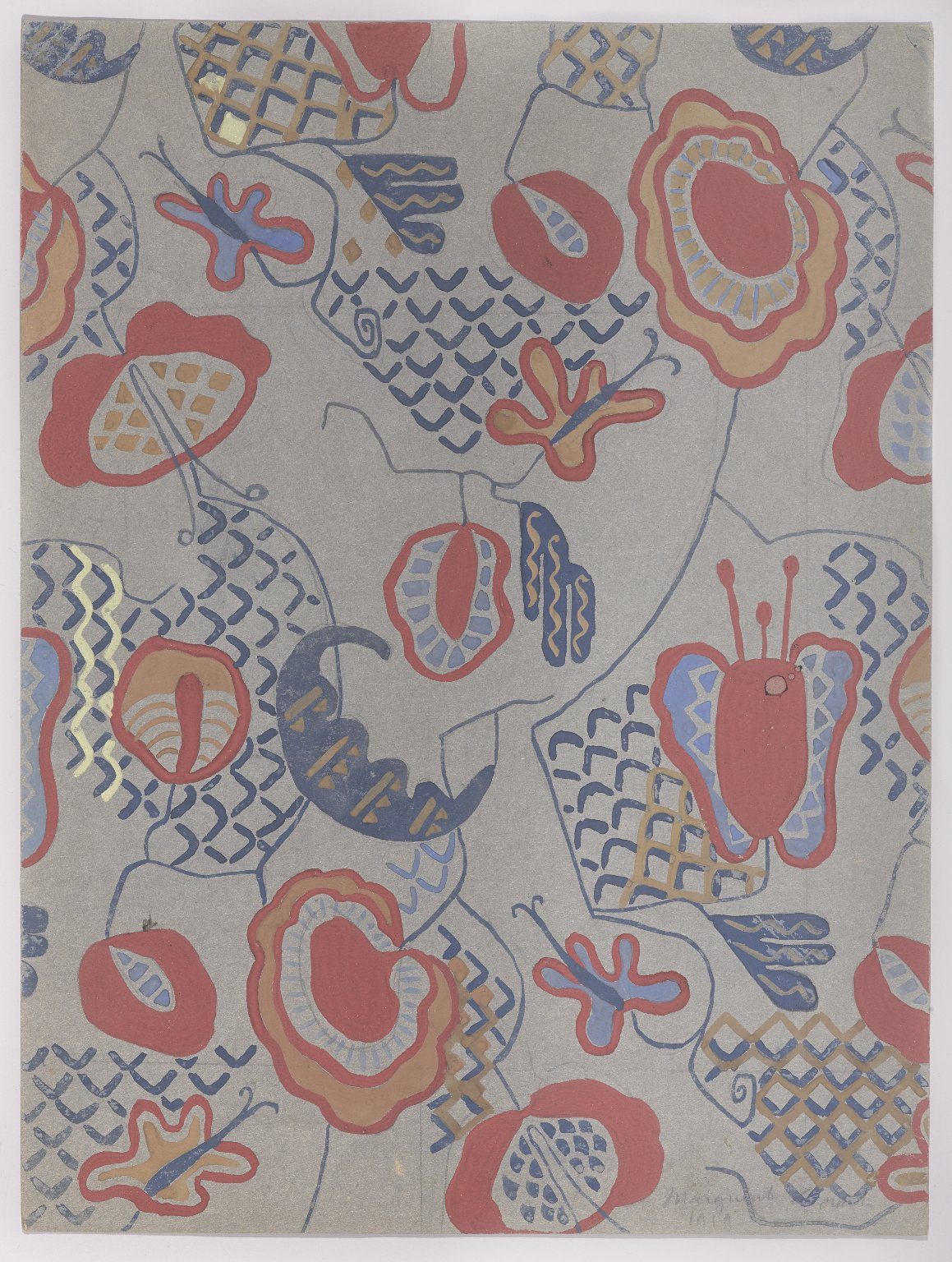
Absztrakt virágminta